# Fred Hansen (Leichtathlet)
Frederick „Fred“ Hansen (* 29. Dezember 1940 in Cuero, Texas) ist ein US-amerikanischer Leichtathlet dänischer Abstammung, der in der ersten Hälfte der 1960er Jahre als Stabhochspringer erfolgreich war. Er sprang Weltrekord und gewann olympisches Gold.

## Karriere
Im Jahr 1963 erreichte er seine Bestleistung von 4,90 m und lag damit klar hinter seinen beiden Landsleuten John Pennel und Brian Sternberg. Zu Beginn des Olympiajahres 1964 erlebte er jedoch eine Leistungssteigerung. Nachdem er mit einem Sprung über 5,20 m den von John Pennel gehaltenen Weltrekord eingestellt hatte, konnte er diese Bestmarke in den folgenden Wochen noch zweimal überbieten. Den im Juli 1964 in Los Angeles ausgetragenen amerikanisch-sowjetischen Ländervergleich beendete er als Weltrekordler mit 5,28 m und gewann am 12. September auch die Olympiaausscheidung. Die Goldmedaille in Tokio errang er jedoch erst nach einem neunstündigen Kampf, der sich in den Abendstunden des 17. Oktober dramatisch zuspitzte, als der Deutsche Wolfgang Reinhardt als einziger Springer 5,05 m meisterte, Hansen diese Höhe ausließ und anschließend über 5,10 m zwei Fehlversuche hatte, bevor es ihm im dritten Versuch dann doch noch gelang, den Olympiasieg im Stabhochsprung zum 16. Mal seit 1896 in die USA zu holen – eine Serie, die erst 1972 von dem DDR-Athleten Wolfgang Nordwig durchbrochen wurde.
Nach dem Olympiasieg beendete Fred Hansen seine sportliche Karriere, um sich seinem Studium der Zahnmedizin zu widmen. Er lebt heute in Houston, Texas.

## Weltrekorde
- 5,20 m am 5. Juni 1964 in Houston (Einstellung des Weltrekords von John Pennel)
- 5,23 m am 13. Juni 1964 in San Diego
- 5,28 m am 25. Juli 1964 in Los Angeles (1966 von Bob Seagren auf 5,32 m verbessert)

## Olympische Spiele
- 1964 Tokio:
Gold mit 5,10 m vor Wolfgang Reinhardt und Klaus Lehnertz, beide Bundesrepublik Deutschland, mit 5,05 m bzw. 5,00 m